# Adonisea obscurata
Adonisea obscurata là một loài bướm đêm trong họ Noctuidae.